# 杉本夏希
杉本 夏希（すぎもと なつき、1990年7月26日 - ）は、日本の女優、タレント、アイドルである。
愛媛県出身。兵庫県育ち。東京都在住。関西tasteの女優・タレント。

## 来歴
現在はどのプロダクションに所属せず、フリーランス。

### 所属事務所
- 2011年4月現在はフリー

## 人物
- 愛媛県出身だが兵庫県で育ち、現在は東京都在住。
- 特技は、バレー・ダンス
- 趣味は、読書　ゆとり教育世代だが太宰治、三島由紀夫等 日本文学も愛読しており、頭は良いと思われる。
- 生まれは、愛媛県だが幼少期に兵庫県に引越し兵庫県生まれとかわらないと思われる

## 出演

### ショー
- バンタンデザイン研究所(大阪校)ヘアメイクショーやファッションショーなど

### 映画
- 「さまよう刃」（2009年、東映）友人役

### ドラマ
- 「マジすか学園」（テレビ東京）レギュラー生徒役

### 舞台
- ミュージカルカンパニーOZmate「ミュージカル新選組〜Hero's〜」（2009年）アンサンブル
- PROPAGANDA STAGE NEXT「ニュー・アイデンティティー〜陽はまた昇る〜」（2010年）松尾良子役
- ザッパー熱風隊「Bark in the bar〜バーで吠えろ〜」（2010年）布田役
- ザッパー熱風隊「ザッパー不敵舞台vol.4 トリリオンモンスター」（2011年）アサミ役

### CM
- CM、映画エキストラ等の出演数は、多数有り

2012年　Webモデル　*レンタル＆ブティックLICOでモデル出演中